# Richard Buchta
Richard Buchta (Radłów, 19 de enero de 1845 - Viena, 29 de julio de 1894) fue un explorador y fotógrafo austriaco.

## Biografía

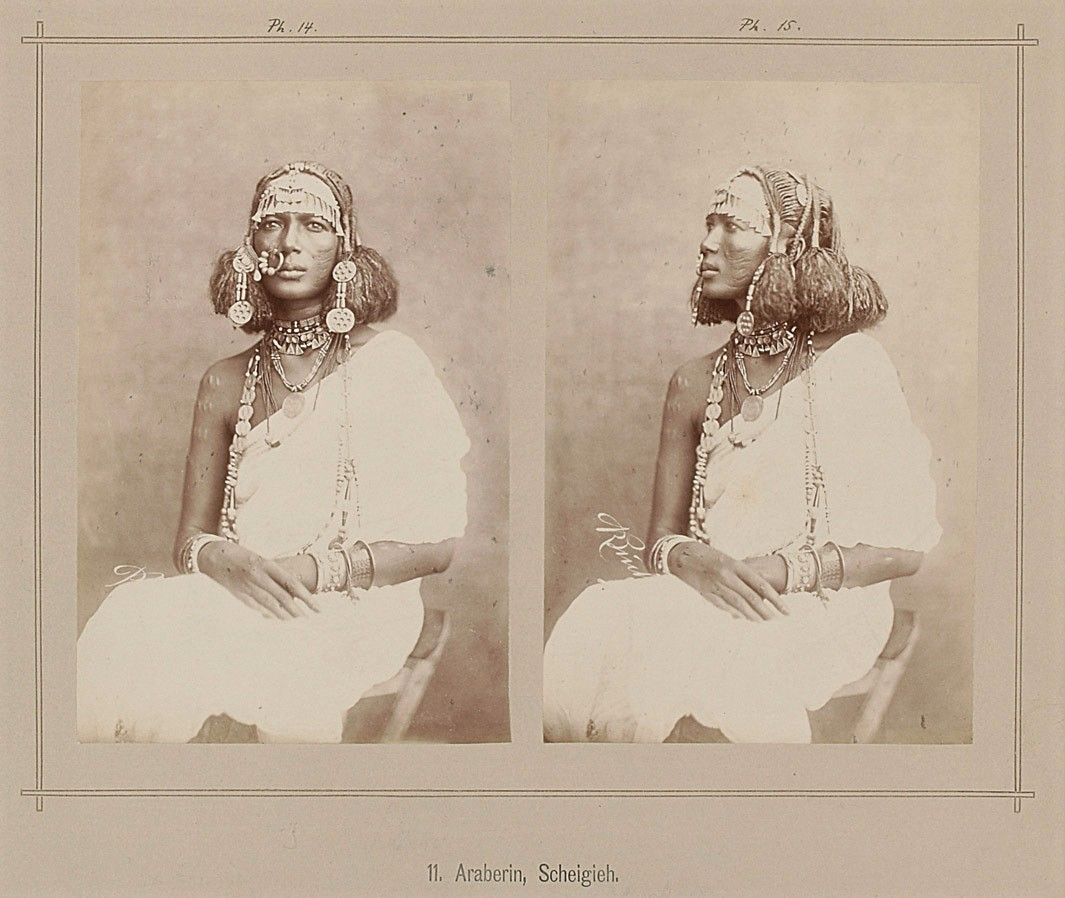
Fotografía de una mujer shaigiya en Sudán, por Richard Buchta, alrededor de 1878

A partir de la edad de 20 años, Buchta realizó numerosos viajes, primero por Alemania, Francia y los Balcanes, y más tarde por Turquía y Egipto: residió un año en Estambul y tres años en El Cairo. 
En 1877, llegó a la capital sudanesa, Jartum, donde Charles George Gordon, gobernador general del Sudán, le facilitó el viaje hasta el Alto Nilo. A partir de agosto de 1878 viajó por varias áreas del sur de Sudán y el norte de Uganda como observador y fotógrafo interesado en la etnología. Buchta tomó algunas de las primeras fotografías de los pueblos étnicos que vivían a lo largo del Nilo Blanco, como los acholi, azande, bari, dinka y shilluk. En 1885, emprendió otro viaje por Egipto y el desierto hasta la ciudad de Fayún. 
Regresó a Europa en 1881 y publicó un libro con 160 impresiones a la albúmina. Sus fotografías fueron reproducidas por los escritores de viajes de la época, pero su obra cayó en gran medida en el olvido durante el siglo XX. Sin embargo, la importancia de las fotografías de Buchta y su influencia en la historia visual del África de finales del siglo XIX han cobrado nueva relevancia, pues han sido utilizadas para estudios antropológicos e históricos. Se conservan en diferentes colecciones, como la del Museo Pitt Rivers de Oxford y la del Museo de Etnología de Viena.  

## Obras
Buchta publicó varios libros sobre la geografía, los grupos étnicos y las condiciones políticas de Sudán en las décadas de 1870 y 1880, entre ellos los siguientes: 
- Die oberen Nilländer: Volkstypen und Landschaften [Las tierras del Alto Nilo: pueblos étnicos y paisajes] (1881).
- Der Sudan und der  Mahdi [Sudán y el Mahdi] (1884).
- Das Land, die Bewohner und der Aufstand [La tierra, los habitantes y la revuelta] (1884).
- Der Sudan unter ägyptischer Herrschaft  [Sudán bajo el dominio egipcio] (1888).